# Chaoyang, Changchun
Chaoyang är ett stadsdistrikt och säte för stadsfullmäktige i provnshuvudstaden Changchun i Jilin-provinsen i nordöstra Kina.